# Union Square (San Francisco)

Einweihung des Dewey Monument durch Präsident Roosevelt auf dem Union Square mit Blick in Richtung Norden, im Hintergrund die Sutter Street Synagoge, San Francisco.

Dewey-Denkmal auf dem Union Square mit Blick in Richtung Norden, im Hintergrund die Sutter Street Synagogue, San Francisco.

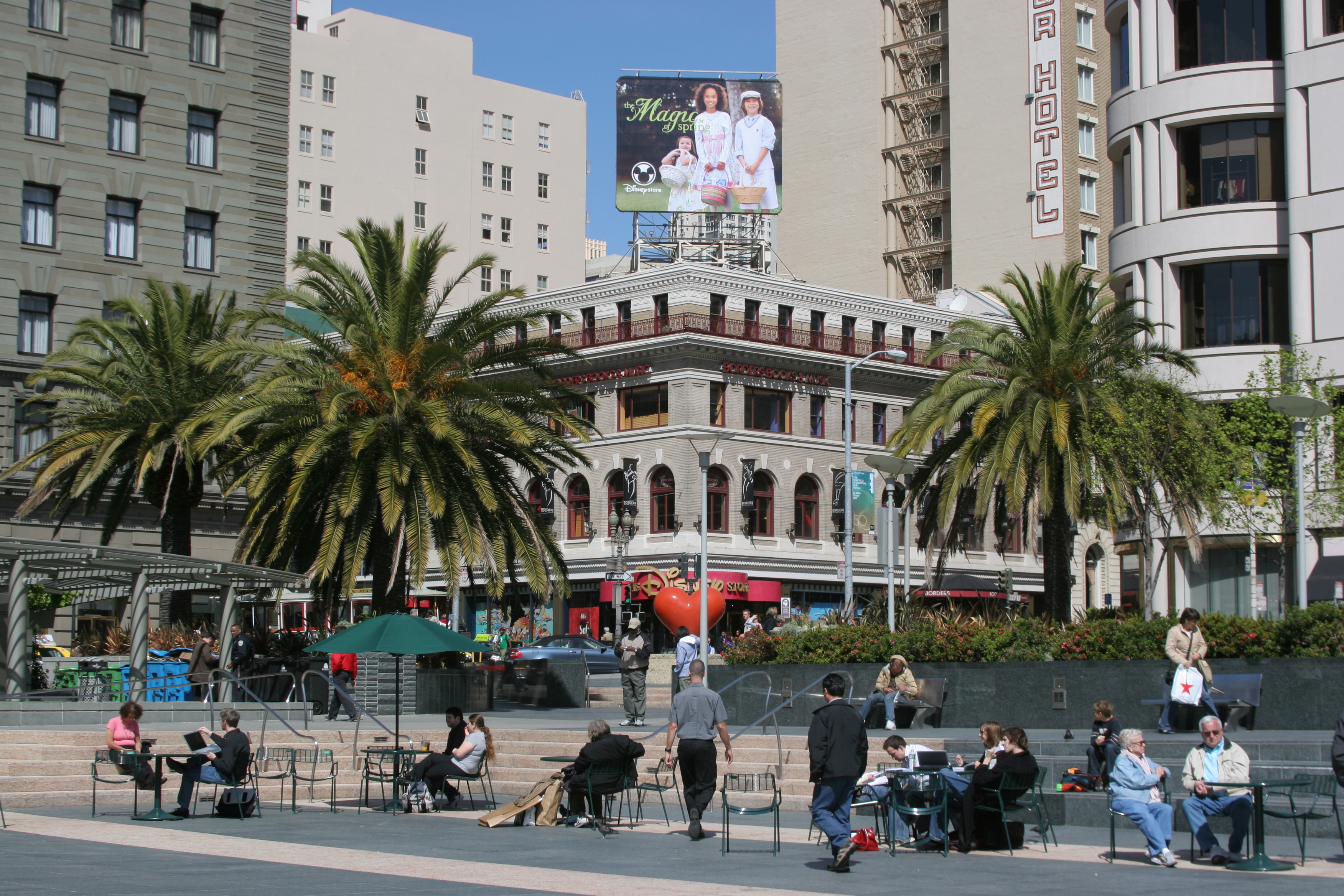
Union Square – Einkaufs-, Hotel- und Theaterviertel von San Francisco.

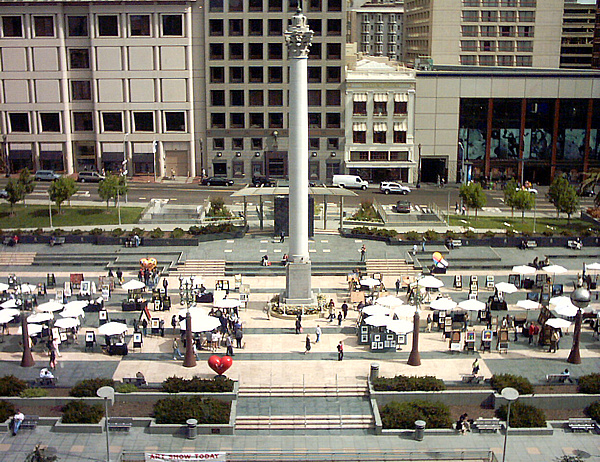
Blick auf Union Square von Macy’s.

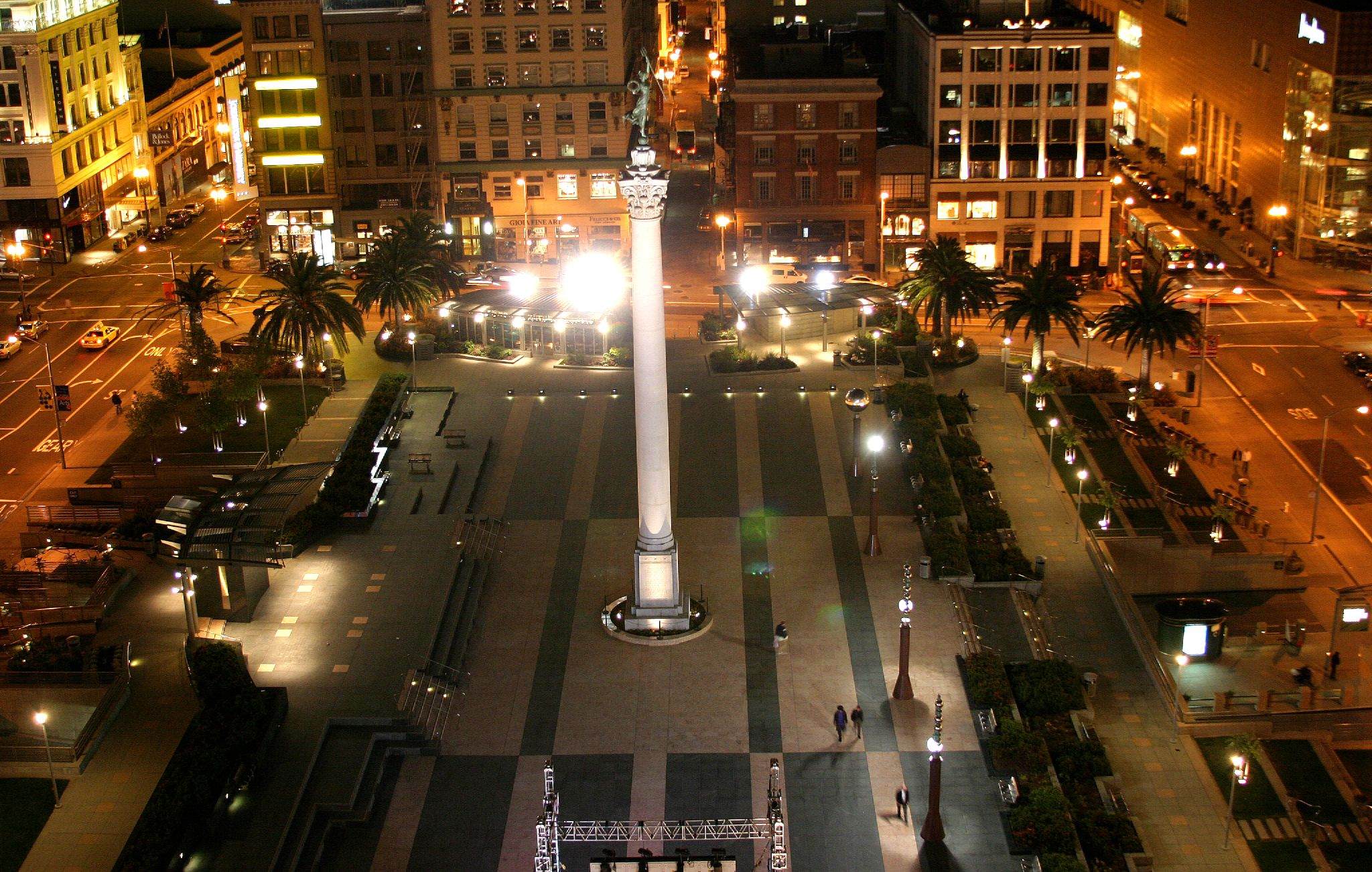
Union Square bei Nacht

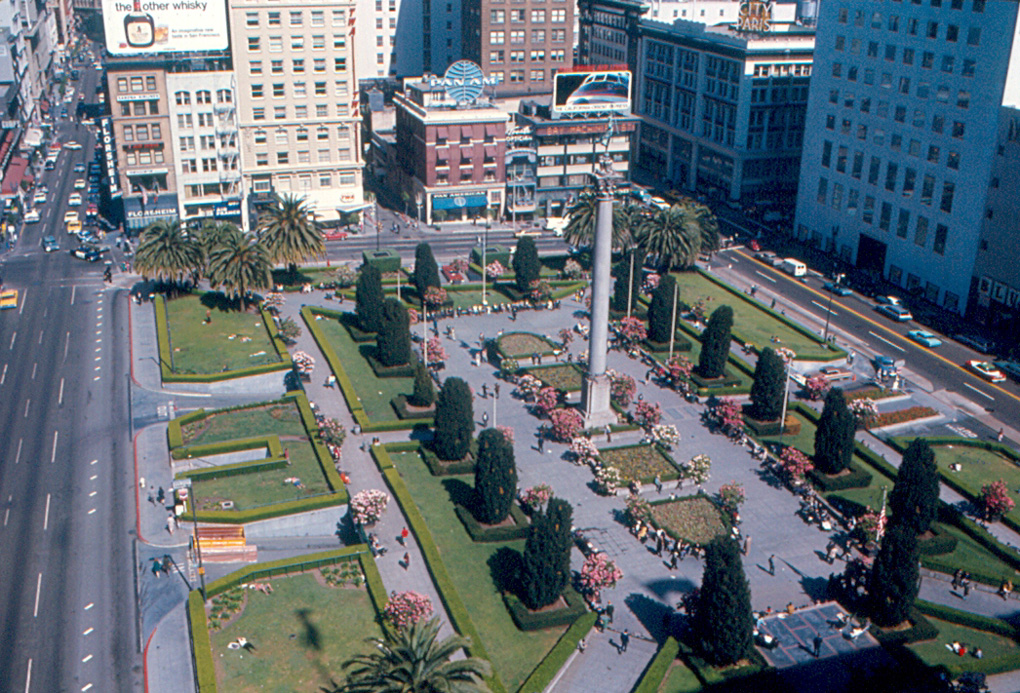
Union Square von oben im Mai 1968

Der Stadtteil Union Square ist das zentrale Einkaufs-, Hotel- und Theaterviertel von San Francisco in Kalifornien. Als Union Square wird zudem auch der 10.500 Quadratmeter große Park bezeichnet, der durch die Straßen Geary Street, Powell Street, Post Street und Stockton Street begrenzt wird. Der Name Union Square stammt daher, dass dieser Platz berühmt für Kundgebungen zur Unterstützung der Union Army während des Amerikanischen Bürgerkriegs gewesen ist. Nirgendwo im Westen der USA befindet sich heute eine höhere Konzentration an großen Kaufhäusern, Boutiquen, Souvenirläden und Lokalen als in den umliegenden Straßen des einen Block großen Parks, wodurch der Union Square zu einem Hauptanziehungspunkt für Touristen und ein lebendiger, weltoffener Platz in der Innenstadt San Franciscos geworden ist. Große Hotels, kleine Gasthöfe und einzigartige Theater leisten ihren Beitrag zur Dynamik dieses Ortes und füllen ihn 24 Stunden am Tag mit Leben. Zentral auf dem Platz steht das 1903 errichtete Dewey-Denkmal.

## Geschichte
Der 1850 angelegte Park wurde im Laufe der Zeit einige Male wesentlich verändert. Das Erdbeben in San Francisco 1906 machte die meisten umliegenden Gebäude dem Erdboden gleich. Ein großes, unterirdisches Parkhaus wurde Anfang der 1940er gebaut, wodurch Grünflächen, Büsche und Skulpturen auf das „Dach“ des Parkhauses verlegt wurden.
Anfang 1998 wurde damit begonnen, den Park umzugestalten. Es wurden mehr asphaltierte Bereiche angelegt, die leichter instand zu halten sind. Zudem entstanden Straßencafés. Am 25. Juli 2002 wurde der Park, dessen Umbau 25 Millionen Dollar gekostet hatte, vom damaligen Bürgermeister Willie Brown wiedereröffnet.
Bis heute behält der Union Square seine Rolle als kulturelles Zentrum von San Francisco und dient als Veranstaltungsort für öffentliche Konzerte, Proteste, Reden von Würdenträgern und jährlich als Platz für Weihnachtsbaum und Menora. Einen guten Blick auf den Union Square bieten die oberen Etagen der umliegenden Gebäude wie das St. Francis Hotel, das Sir Francis Drake Hotel, Macy’s oberstes Stockwerk sowie das Grand Hyatt Hotel.

## Sehenswertes in der Umgebung
Union Square bezeichnet nicht nur die unmittelbare Umgebung des Parks, sondern auch die Geschäfte, Restaurants und Theater in den umliegenden Blocks. Einen Block westlich in Richtung Tenderloin liegen die Theater Geary und Curran im Theater District. In Union Square befindet sich außerdem San Franciscos TIX Bay Area, wo Eintrittskarten vieler Theateraufführungen, die am selben Tag stattfinden, zum halben Preis verkauft werden.
Am Ende der Powell Street zwei Blocks südlich, wo die Cable Cars am Hallidie Plaza wenden, befindet sich ein Einkaufsviertel, das bis zum Metreon und den Yerba Buena Gardens reicht und über eigene Kunst- und Unterhaltungseinrichtungen, weitere große Hotels, dem Moscone Center und dem San Francisco Museum of Modern Art verfügt. Ebenfalls südlich der Market Street und in der Nähe der Yerba Buena Gardens befindet sich das historische United-States-Mint-Gebäude, das 1874 aus Granit gebaut wurde und eines der wenigen Bauwerke ist, welches das Erdbeben 1906 überstanden hat.
Nob Hill mit seinen großen Villen, Appartementhäusern und Hotels befindet sich nordwestlich von Union Square. Dieses Gebiet beheimatet zugleich einige der exklusivsten Luxushotels in San Francisco. Nördlich liegt Chinatown, eine der größten chinesischen Gemeinschaften außerhalb Asiens, und im Nordosten das kleine, französische Viertel um Belden Place mit französischen Straßencafés und Restaurants. Hier findet jedes Jahr eine große Feier anlässlich des Französischen Nationalfeiertags zur Erinnerung an die Erstürmung der Bastille und den Beginn der Französischen Revolution, bei der die Bush Street vorübergehend in Buisson (franz. Busch) umbenannt wird.
Östlich grenzt die britisch anmutende Maiden Lane, eine schmale Gasse mit exklusiven Geschäften und Cafés, an den Union Square und führt zum Financial District. An ihr befindet sich San Franciscos einziges von Frank Lloyd Wright entworfenes Gebäude: 140 Maiden Lane ist eine frühe Studie seines knapp zehn Jahre später in New York realisierten Guggenheim Museums.

## Shopping
Union Square hat sich zu einem populären Einkaufsziel entwickelt, das sich mit sechs großen Kaufhäusern rühmen kann: Macy’s, Bloomingdale’s, Barneys New York, Nordstrom, Saks Fifth Avenue und Neiman Marcus. Darüber hinaus gibt es am Union Square einige bekannte, exklusive Boutiquen wie Louis Vuitton, Gucci, Dior, Chanel, Prada, Giorgio Armani, Marc Jacobs und Hermes, sowie an der Ecke Powell und Post die erste Goyard-Boutique des Landes. Weitere Geschäfte haben sich im renovierten Westfield San Francisco Centre südlich des Union Square an der Market Street niedergelassen. Auch Modegeschäfte wie Abercrombie & Fitch befinden sich nur zwei bis drei Blöcke entfernt an der Market Street.
Einige Handelsketten wie Hennes & Mauritz, GAP, Zara oder Mango sind mehrfach in Union Square vertreten.